# Convento di Sant'Angelo (Ocre)
Il convento di Sant'Angelo è un monumento nazionale che si trova presso Ocre, in provincia dell'Aquila.

## Storia

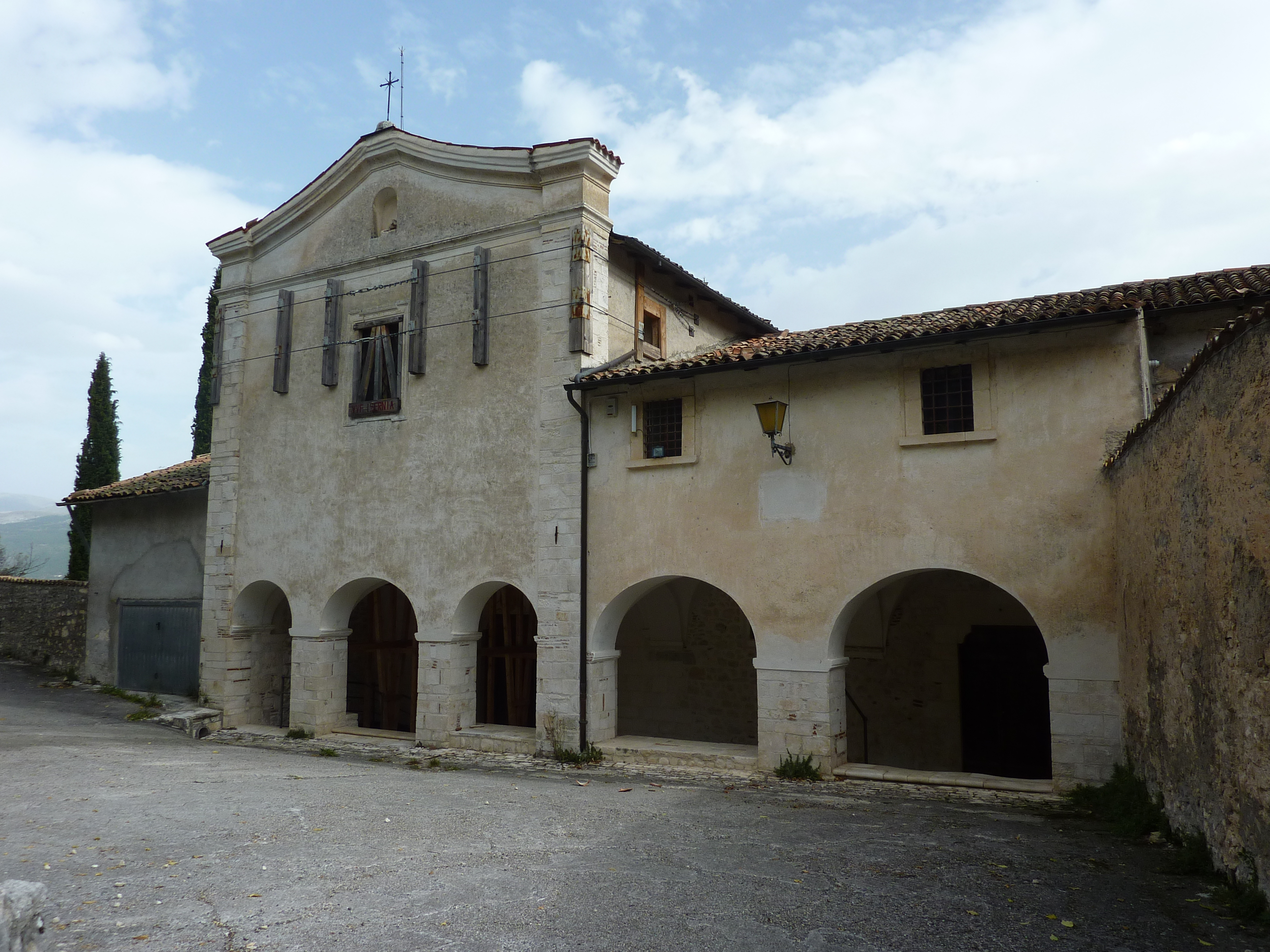
Facciata

Il convento francescano di Sant'Angelo è costruito su uno sperone di roccia del monte Circolo al di sopra della chiesa di Santa Maria ad Cryptas a Fossa.
Realizzato nel 1409 come monastero di monache benedettine accanto alla preesistente chiesa di Sant'Angelo del Peschio, nel 1480 papa Sisto IV lo affida a una comunità dell'ordine dei Frati Minori, di cui faceva parte il beato Bernardino da Fossa, ai quali nel 1593 subentrarono i frati minori riformati.
Nel convento trascorse gli ultimi anni della sua vita il beato Timoteo da Monticchio.
A seguito di un lungo periodo di decadenza, durante il quale venne trasformato anche in lazzaretto, il convento fu soppresso nel 1860 per essere successivamente riaperto agli inizi del XX secolo ed è stato tenuto dai frati Francescani fino al 2009.
Nel periodo della seconda guerra mondiale venne gravemente danneggiato dai tedeschi, che ne bruciarono gli arredi e i 1500 volumi della biblioteca. Lavori di restauro sono stati eseguiti dal 1958 al 1972.
È stato danneggiato a seguito del terremoto dell'Aquila del 2009, abbandonato dai frati e ancora non ristrutturato.

## Architettura

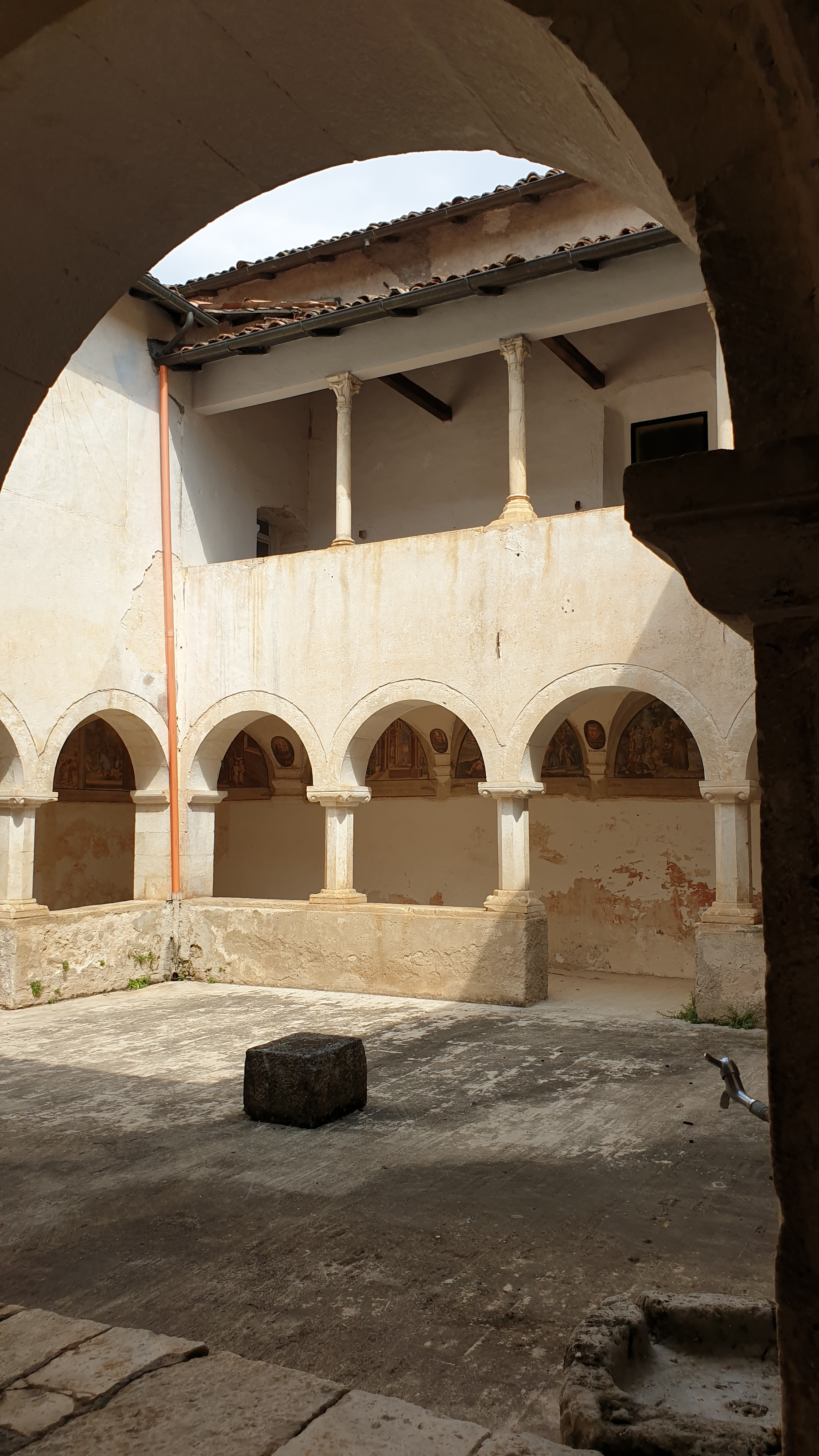
Chiostro

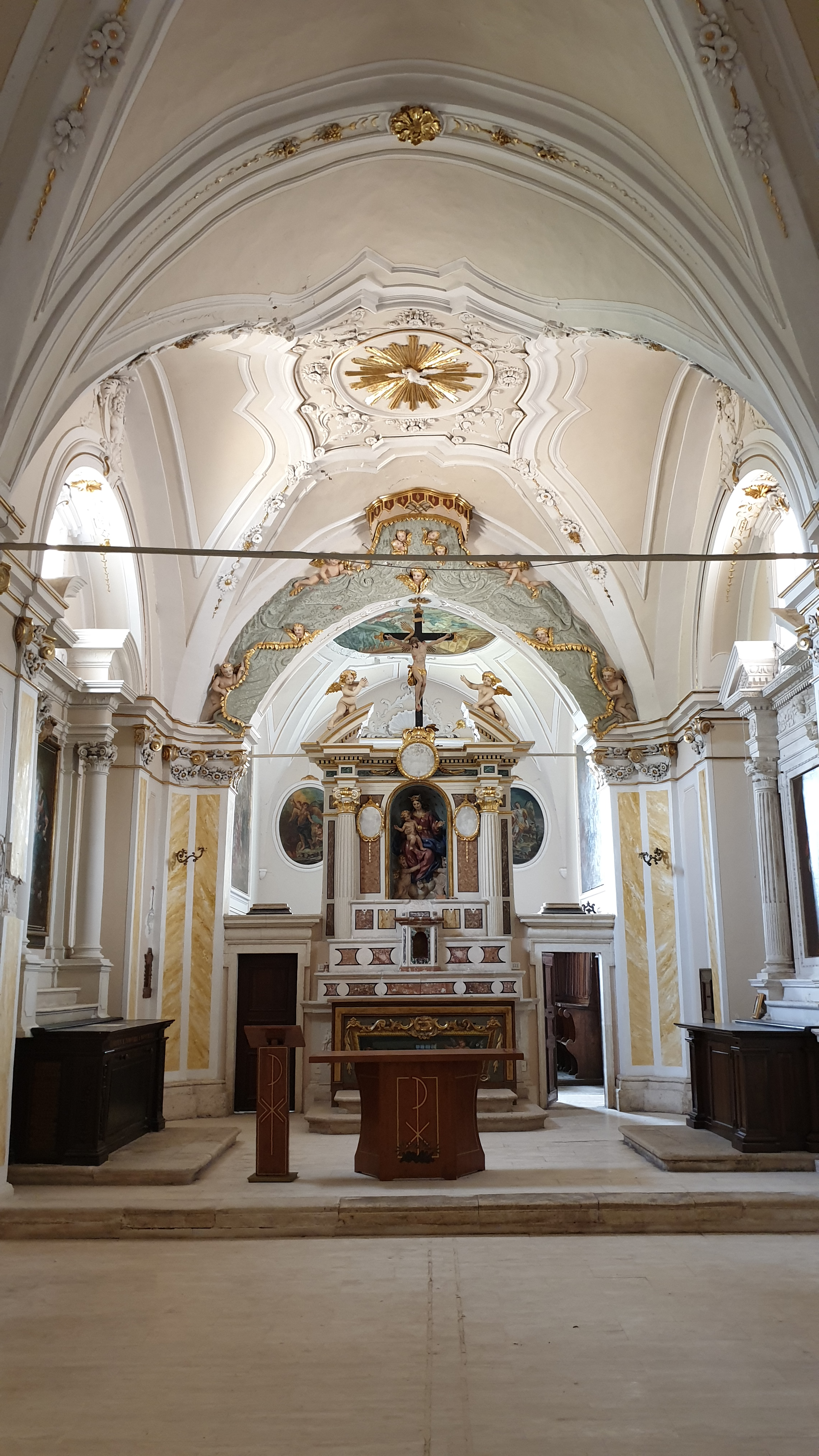
Chiesa

Dei lavori del 1480 che hanno portato alla struttura attuale del convento si ha notizia dalla cronaca fatta dal beato Bernardino.
Il convento si sviluppa intorno al proprio chiostro, caratterizzato da 23 lunette dipinte a tempera nel XVII secolo con scene della vita di Sant'Antonio da Padova. La parete di fondo del refettorio, invece, è ornata da un affresco nel XVI secolo con l'Ultima Cena.
Della chiesa originaria alla quale si affiancò il convento non è rimasta traccia. L'attuale chiesa venne ristrutturata nel XVIII secolo, con la facciata rifatta nel 1761 ed il portico aggiunto nel 1791 conservando l'originale portale quattrocentesco. La pianta è a navata unica, con una volta a botte con due campate quadrate, completata da un coro pure quadrato. Nella sagrestia attigua al coro si conservano dal 1516 le ossa di Bernardino da Fossa.
Numerosi i dipinti ospitati nella chiesa, tra i quali un'opera del maestro dei Polittici Crivelleschi, attualmente conservato presso il Museo nazionale d'Abruzzo.

## Bibliografia

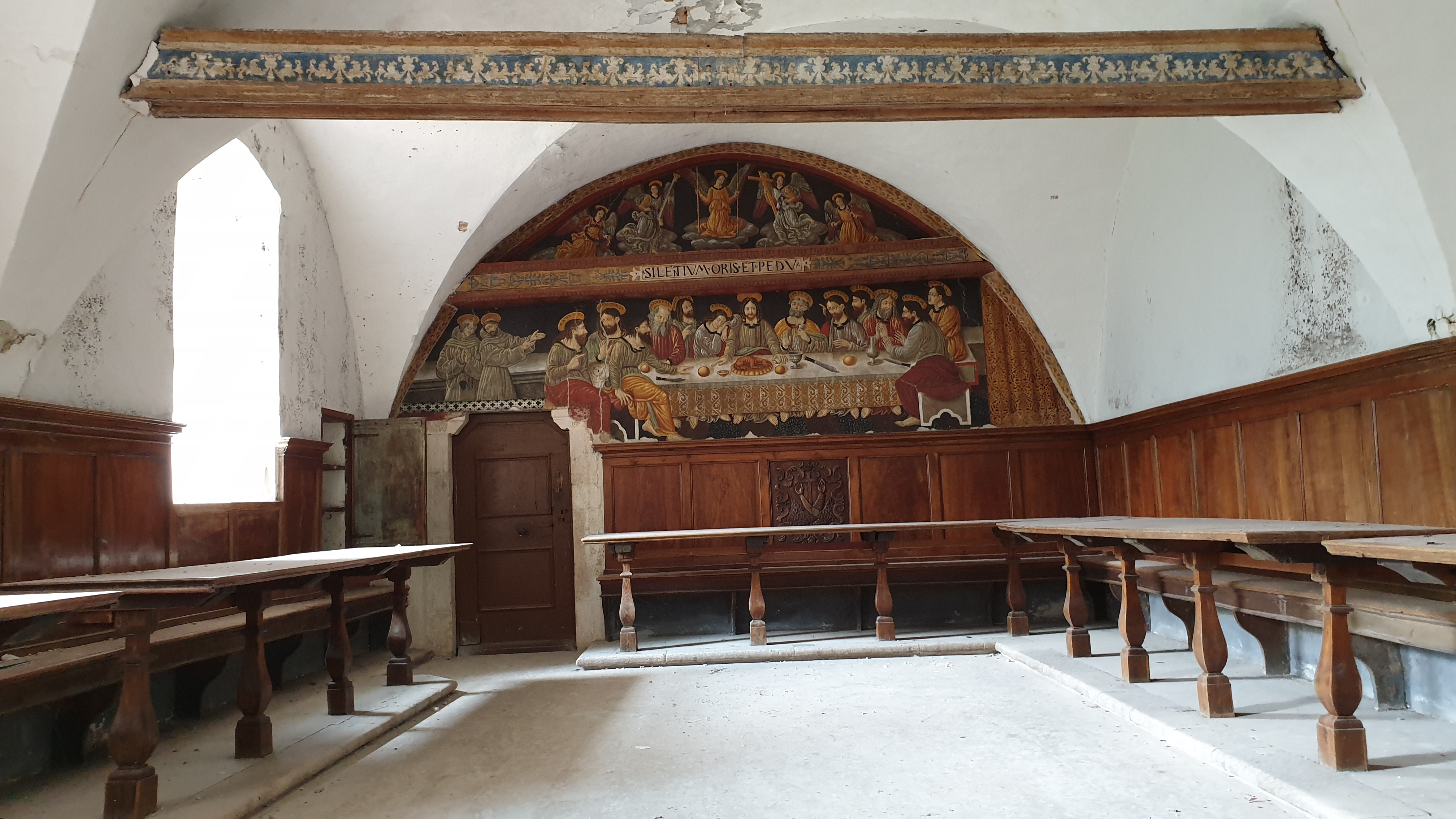
Refrettorio